# Katrin Müller
Katrin Müller (ur. 31 marca 1989 w Dielsdorfie) – szwajcarska narciarka dowolna, specjalistka w skicrossie. Jak dotąd nie startowała na mistrzostwach świata. Startowała na igrzyskach olimpijskich w Vancouver, gdzie zajęła 18. miejsce w skicrossie. Najlepsze wyniki w Pucharze Świata, osiągnęła w sezonie 2011/2012, kiedy to zajęła 9. miejsce w klasyfikacji generalnej, a w klasyfikacji skicrossu była 3. 29 stycznia 2011 roku wywalczyła swoje pierwsze podium w Pucharze Świata 2010/2011 w konkurencji skicross.

## Sukcesy

### Igrzyska olimpijskie
| Miejsce | Dzień     | Rok  | Miejscowość | Konkurencja | Zwycięzca       |
| ------- | --------- | ---- | ----------- | ----------- | --------------- |
| 18.     | 23 lutego | 2010 | Vancouver   | Skicross    | Ashleigh McIvor |

### Mistrzostwa Świata
| Miejsce | Dzień    | Rok  | Miejscowość | Konkurencja | Zwycięzca    |
| ------- | -------- | ---- | ----------- | ----------- | ------------ |
| 14.     | 4 lutego | 2011 | Deer Valley | Skicross    | Kelsey Serwa |
| DSQ     | 10 marca | 2013 | Voss        | Skicross    | Fanny Smith  |

### Puchar Świata

#### Miejsca w klasyfikacji generalnej
- 2007/2008 – 68.
- 2008/2009 – 127.
- 2009/2010 – 29.
- 2010/2011 – 12.
- 2011/2012 – 9.
- 2012/2013 – 28.
- 2013/2014 –

#### Zwycięstwa w zawodach
1. Bischofswiesen – 26 lutego 2012 (Skicross)
2. Val Thorens – 15 grudnia 2013 (Skicross)
3. Innichen – 22 grudnia 2013 (Skicross)

#### Miejsca na podium
1. Grasgehren – 29 stycznia 2011 (Skicross) – 3. miejsce
2. Hasliberg – 6 marca 2011 (Skicross) – 2. miejsce
3. Voss – 19 marca 2011 (Skicross) – 3. miejsce
4. Innichen – 18 grudnia 2011 (Skicross) – 3. miejsce
5. Blue Mountain – 2 lutego 2012 (Skicross) – 3. miejsce
6. Innichen – 23 grudnia 2012 (Skicross) – 3. miejsce
7. Åre – 17 marca 2013 (Skicross) – 3. miejsce
8. Val Thorens – 17 stycznia 2014 (Skicross) – 2. miejsce

- W sumie (3 zwycięstwa, 2 drugie i 6 trzecich miejsc).